# 近藤レーシングガレージ
有限会社近藤レーシングガレージ（こんどうレーシングガレージ）は、静岡県駿東郡小山町に存在するレーシングガレージ兼チューニングショップである。近藤真彦が主催する「KONDO Racing」とは無関係である。
代表者は近藤進治（1946年生まれ）。サンエスホンダ、ヨシムラジャパンでの修行を経て1974年に富士スピードウェイ周辺のレーシングガレージ密集地（通称「大御神レース村」）に「近藤レーシングガレージ」を設立。
日本のプライベーターF1プロジェクト「マキ」と「コジマ」に深く関わりを持ち、1976年のF1グランプリ・イン・ジャパン（富士スピードウェイ）においてはクラッシュしたコジマ・KE007の「奇跡の大修理」に協力した。
その後ル・マン24時間レース出場を目的としたプロトタイプレーシングカー「童夢RL」（1979年）のル・マン参戦もサポート。
1980年にはトムスと共にグループ5カローラを製作してマカオグランプリに参戦。
富士グランチャンピオンレースシリーズにも参戦し、トムスのグループCカー製作にも関与。パリ・ダカールラリーの三菱・パジェロやN1耐久（現・スーパー耐久）の日産・スカイラインGT-Rなどの車両製作にも携わるなど、日本のレースシーンにおいて欠かせない存在である。